# François Endene
François Herbert Endene Elokan (Yaundé, 1978) es un futbolista mexicano-camerunés nacido el 20 de octubre de 1978. Actualmente retirado y se se desempeñaba  como delantero para el KS Besa Kavajë de Albania y retirado en Vietnam en el 2011. Durante su estancia en México jugó con los Cachorros de la Universidad de Guadalajara, los Jaguares de Colima, los Reboceros de La Piedad y el Atlético Yucatán. Anteriormente jugó para el equipo Raja Casablanca del 2002 al 2004, el Podbeskidzie Bielsko-Biała del 2004 al 2005, el Pogoń Szczecin de julio a diciembre de 2005 y el LKS Lodz de enero a junio de 2006 y el KS Besa Kavajë en julio de 2006.

## Inicios
Inició su carrera profesional en México donde jugó con varios equipos campeones de segunda división .

## Raja CA (2001-2003)
El 31 de diciembre de 2001 llegó a Casablanca para fichar por el Raja Club Athletic que venía de conquistar su sexto campeonato consecutivo. Rápidamente se consagró en la equipo marroquí y marcó, el 13 de marzo de 2002, su primer gol contra el Ittihad Khemisset en el campeonato (victoria 0-1) 2 .
El 23 de marzo marcó su primer gol en competición africana en la primera ronda de la Liga de Campeones de 2002 contra el Wallidan FC en Banjul.
El 17 de noviembre de 2002 El Raja elimina al final de un partido histórico al ASEC Abidjan en las semifinales de la Liga de Campeones tras la victoria de los marfileños en el partido de ida (2-0), gracias a una victoria por 4-0 en el Stade Mohamed-V. Autor de un doblete, el camerunés se mostró decisivo y permitió a los marroquíes alcanzar su cuarta final de la competición frente al Zamalek SC. Después de un empate sin goles en el partido de ida, el Raja perdió en El Cairo (0-1) y perdió así por primera vez una final de la Liga de Campeones.
La temporada siguiente fue más complicada, François Endene no marcó su primer gol hasta febrero de 2003 en el campo del AS FAR. Sin embargo, es el tercer máximo goleador de los verdes al final de la temporada con 8 goles.

## China y Polonia (2003-2006)
En el verano de 2003, se unió al Chengdu Tiancheng, que entonces jugaba en la segunda división china. Entre 2004 y 2006 jugó cedido en Podbeskidzie Bielsko-Biała, Pogoń Szczecin y ŁKS Łódź.

## Albania y fin de carrera en Vietnam (2006-2012)
Después de ganar la Copa de Albania en 2007 con el KS Besa Kavajë, voló a Vietnam, donde ganó la Copa de Vietnam con Navibank Saigon en 2011.
Jugó uno el año pasado en Can Tho FC en 2011-2012 antes de retirarse del deporte.

## En la selección nacional
El 20 de abril de 1997, marcó su único gol con la selección camerunesa al abrir el marcador en un partido amistoso contra el Congo bajo la dirección de Henri Depireux (2-0).

## Clubes
| Club                                       | País      | Año       |
| ------------------------------------------ | --------- | --------- |
| Cachorros de la Universidad de Guadalajara | México    | 1995-1998 |
| Jaguares de Colima                         | México    | 1998-1999 |
| Reboceros de La Piedad                     | México    | 1999-2001 |
| Atlético Yucatán                           | México    | 2001-2002 |
| Raja Casablanca                            | Marruecos | 2002-2004 |
| Podbeskidzie Bielsko-Biała                 | Polonia   | 2004-2005 |
| Pogoń Szczecin                             | Polonia   | 2005      |
| ŁKS Łódź                                   | Polonia   | 2006      |
| KS Besa Kavajë                             | Albania   | 2006-2008 |
| Thể_Công                                   | Vietnam   | 2009      |
| T&T Hà Nội                                 | Vietnam   | 2009-2010 |
| Hòa Phát Hà Nội                            | Vietnam   | 2010-2011 |

- Datos: Q2234856